# 阿拉卡盧夫人

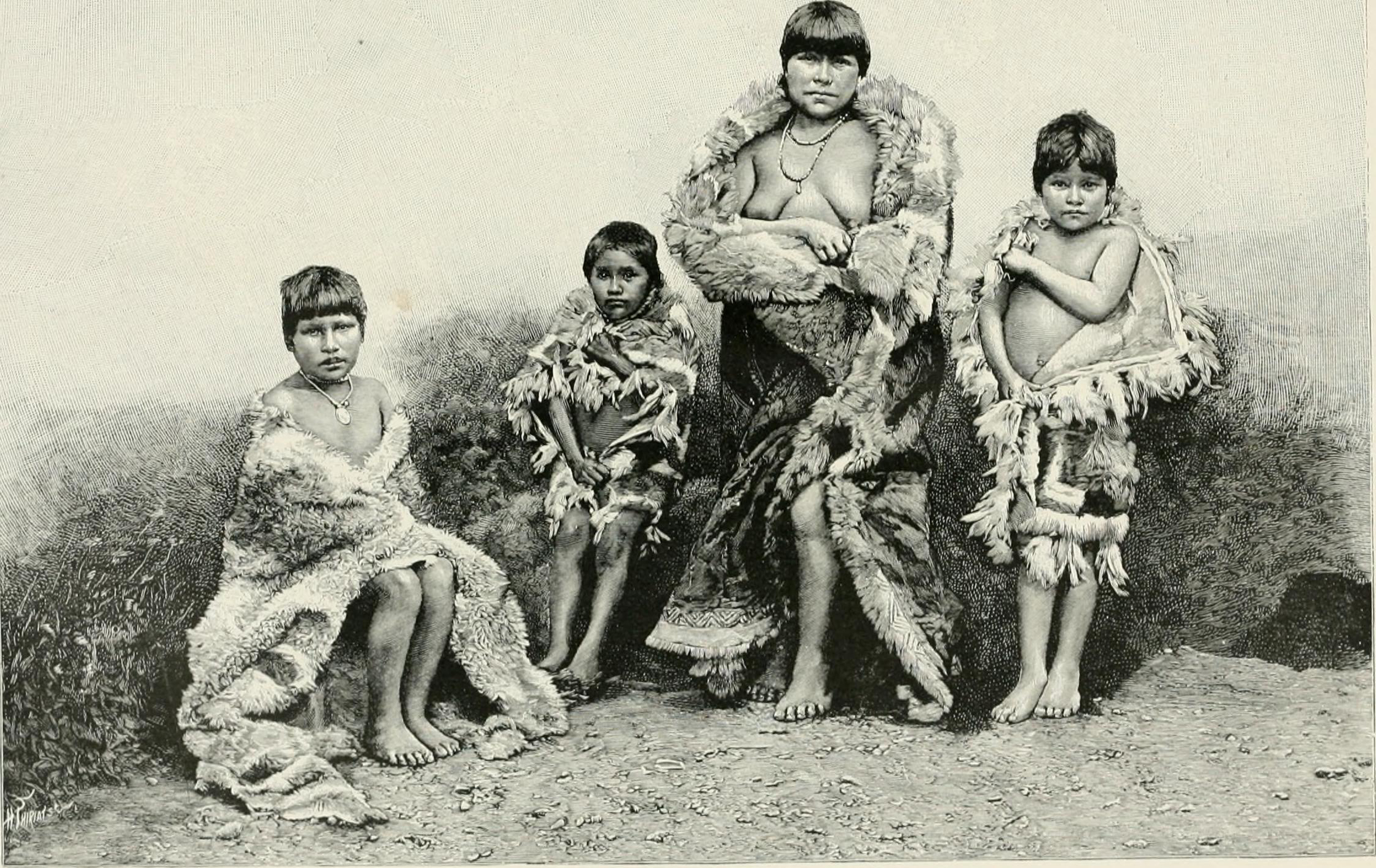

阿拉卡盧夫人（Alacaluf）為南美洲印地安人族群。其中居住於智利南部的族人，主要靠漁獵為生，目前人口已經銳減，只有極少數居住在伊甸港。
在2002年的人口普查，有2,622人表明自己是阿拉卡盧夫人（仍然奉行它的土著文化或操土著語言）。